# Family Guy: Back to the Multiverse
Family Guy: Back to the Multiverse (En español Padre de Familia: Regreso al Multiverso) es  un videojuego cooperativo en tercera persona que fue lanzado el 20 de noviembre de 2012, en Norteamérica para Xbox 360, PlayStation 3, y PC. El juego está basado en la serie animada de televisión Padre de familia, en especial el episodio "Camino al Multiverso", y también es una continuación del episodio "Big Bang". Este juego incluye también el regreso del malvado medio hermano de Stewie, Bertram, que fue asesinado en el programa. Back to the Multiverse es el primer juego de consola de Padre de familia desde el videojuego Padre de familia de 2006.

## Trama
En esta nueva aventura, un Bertram de un universo alternativo en el cual Stewie nunca lo mató construye un control remoto para viajar por el multiverso y atraviesa el multiverso para construir un ejército que le ayudará a destruir a Stewie. Cuando Stewie y Brian deciden ir a buscar a Bertram para matarlo, Bertram desata su ejército sobre ellos. Algunos miembros de este ejército son personajes de la serie de televisión Padre de familia, tal y como Ernie el Pollo Gigante, John Peter el Largo, el Malvado Stewie de "La mano que mece la silla de ruedas", Cojotrón de "Nada de comida sobre ruedas", y los elfos atareados de Papá Noel, de "Camino al Polo Norte". Stewie y Brian persiguen a Bertram a través de siete diferentes universos, aunque no todos ellos están basados en los de "El camino al Multiverso". 
- El primer universo al que van Stewie y Brian es un universo gobernado por griegos.

- El segundo universo es uno gobernado por los Amish (a quienes Bertram les da semillas de crecimiento rápido a cambio de la promesa de construirle un arma).

- El tercer universo está gobernado por minusválidos.

- El cuarto universo es uno donde todos son malvados.

- El quinto universo es donde los piratas se hicieron dominantes.

- El sexto universo es donde no se necesita a Papá Noel ya que todos compran sus regalos de Navidad por internet.

- El séptimo universo es donde la Tierra es invadida por pollos gigantes del espacio exterior.

Al final del juego, Bertram usa un Tiranosaurio y un ejército de sí mismo para destruir a Stewie y a Brian, así como su casa cuando la bomba en la espalda del Tiranosaurio se acerque lo suficiente. 
El juego tiene dos finales alternativos:
- Si el dinosaurio se acerca lo suficiente a la casa de la familia Griffin, Bertram escapa a otro universo. Después, el Tiranosaurio devora a Meg justo antes de la bomba se detona, destruyendo la Tierra.

- Si Stewie y Brian derrotan al Tiranosaurio, Bertram se cae, le ruega a Stewie que no lo mate, y afirma que podrían gobernar el multiverso juntos. Stewie se niega, pero en lugar de matar a Bertram, él y Brian se lo dan de comer al Tiranosaurio, que es asesinado a tiros después de comerse a Bertram. A pesar de que Bertram probablemente sobrevivió, ya no es una amenaza porque ya no tiene un mando multiversal. La familia Griffin está feliz de que Stewie y Brian están bien, pero a Brian le preocupa que otro Bertram vendrá de otro universo y tratará de destruir a Stewie y Brian. Stewie dice que dependerá de cuánto dinero genere el juego.

## Jugabilidad
Los jugadores controlan a Stewie Griffin y Brian Griffin en una aventura que los sumerge contra el medio hermano malvado de Stewie, Bertram. Back to the Multiverse contiene los modos co-operativo y multijugador competitivo construidos alrededor de los personajes. Los niveles de desafíos extra, los mapas multijugador, los trajes, y los personajes controlables se desbloquean al jugar. Para desbloquearlos, debes superar niveles.

## Recepción
Family Guy: Back to the Multiverse recibió críticas mixtas a negativas. Los sitios web de agregación de reseñas GameRankings y Metacritic le dieron a la versión de Xbox 360 42,35% y 39/100, a la versión de PlayStation 3 35,87% y 40/100 y a la versión de PC 25,00% y 42/100.
Andrew Reiner de Game Informer le dio al juego un 4.5 sobre 10, diciendo que la mitad del juego está hecha excepcionalmente bien, mientras que la otra mitad es el polo opuesto. También afirmó que , "La jugabilidad podía alimentar  cualquier juego de tiros genérico, y no se siente como si pertenece a su propiedad."
IGN le dio al juego un puntaje un poco más alto de 6.0 sobre 10, diciendo, "Hay mucho que disfrutar, pero nada de ello te va a dejar flipando." Tiene un puntaje de Metacritic de 39 sobre 100 para la Xbox 360, y un 40 para la PlayStation 3.
La Official Xbox 360 Magazine UK no le dio un puntaje final, sino que su crítica fue un cuestionario en el cual el lector podía puntuar él mismo al juego, con el puntaje final sobre diez siendo decidido por cuántos cuadros han marcado, el cuadro final siendo "Soy un imbécil banal que no se merece nada de valor en la vida." La crítica concluía que el juego era para "nadie. Ni siquiera la gente a la que le gusta el programa" y "Esos escritores odian a la humanidad." La única mención positiva que recibió el juego fue "En verdad parece apropiado."